# Сиваш (станція)
Сива́ш — проміжна залізнична станція 5-го класу Запорізької дирекції Придніпровської залізниці на лінії Федорівка — Джанкой. Розташована в однойменному селищі Генічеського району Херсонської області. Поблизу станції пролягає автошлях міжнародного значення М18E105 (Харків — Сімферополь).

## Історія

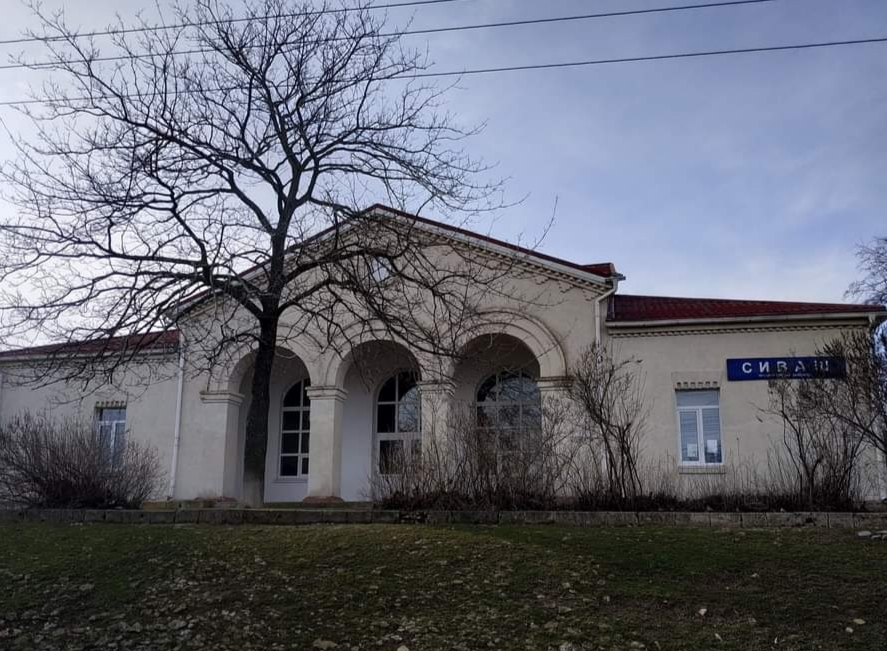
Вокзал станції Сиваш

Станція відкрита 1874 році під час прокладання головного ходу приватної Лозово-Севастопольської залізниці в складі дільниці Федорівка — Джанкой. Назва станції походить від затоки Сиваш, на березі якої вона розташована.
У 1970 році станція  електрифікована постійним струмом (=3 кВ) в складі дільниці Мелітополь — Сімферополь.

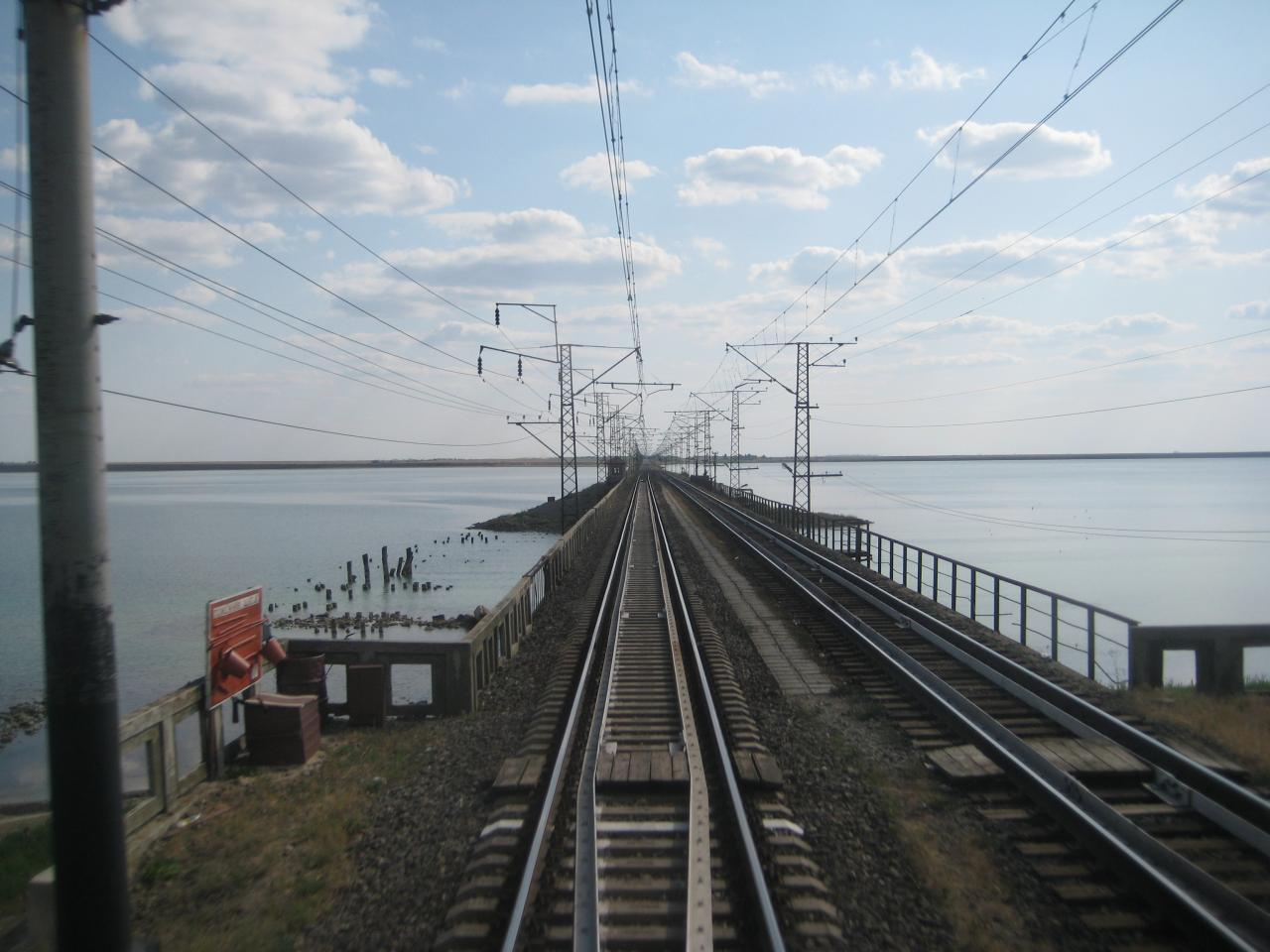
Чонгарський залізничний міст

Раніше була важливою транзитною станцією на шляху до Криму, але з 2014 року її роль змінилася. З 27 грудня 2014 року, після припинення руху пасажирських та вантажних поїздів у кримському напрямку, станція була кінцевою для будь-якого руху з боку України. Дільниця Сиваш — Солоне Озеро не має жодного сполучення.
З 25 лютого 2022 року, у зв'язку з небезпекою курсування поїздів через російське вторгнення в Україну, «Укрзалізниця» скасувала рух всіх поїздів далекого та приміського сполучення, що прямують від Запоріжжя до станцій Новоолексіївка та Сиваш.

## Пасажирське сполучення

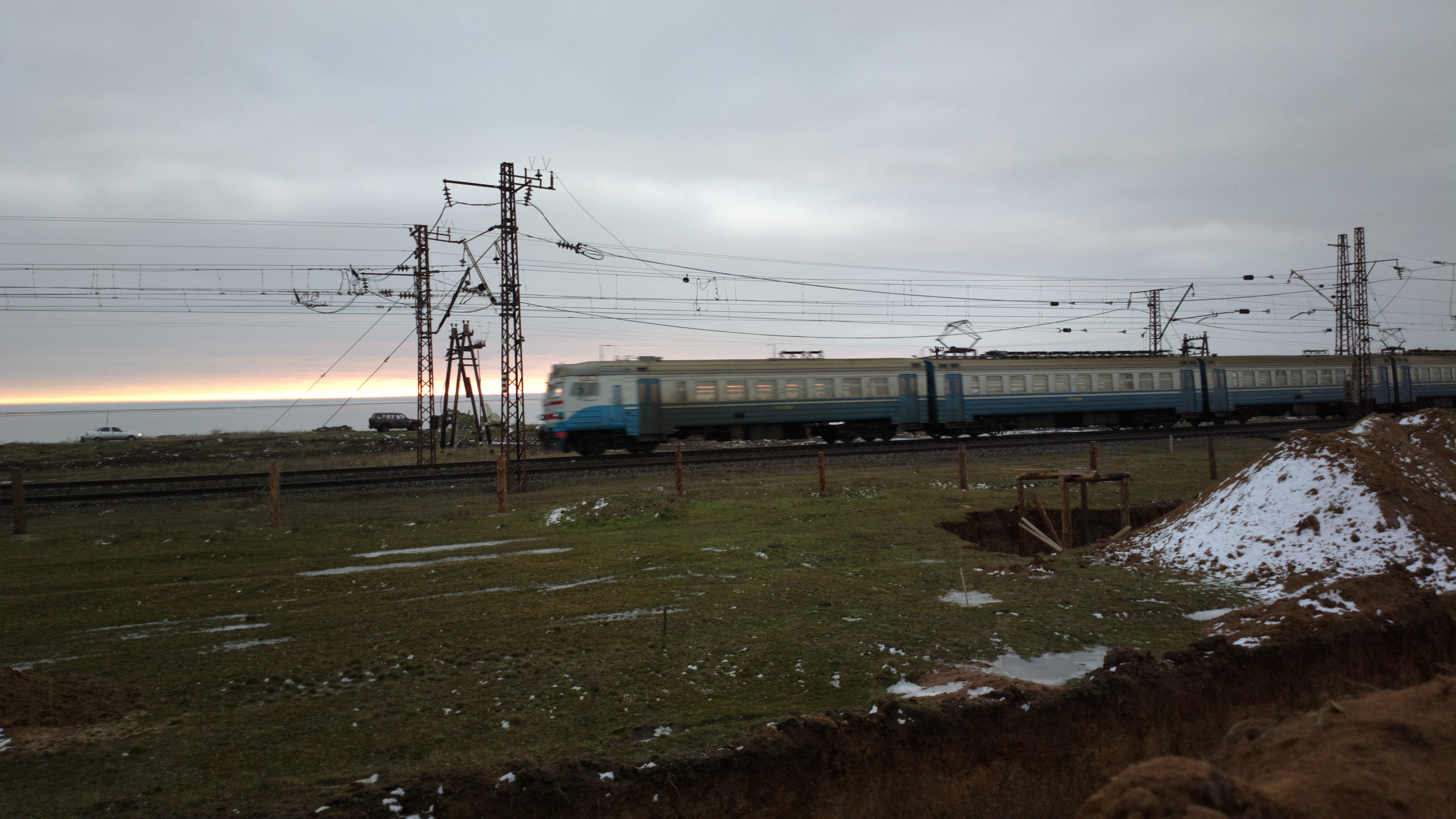
Приміський електропоїзд сполученням Запоріжжя — Сиваш

З 2 квітня 2014 року станція є кінцевою для електропоїздів Запоріжжя II — Сиваш та Новоолексіївка — Сиваш.
До окупації Росією Криму станція була проміжною для електропоїздів Сімферополь — Новоолексіївка, Сімферополь — Мелітополь, на станції зупинявся пасажирський поїзд № 341/342 сполученням Луганськ — Сімферополь, деякі поїзди, що прямували у напрямку Криму здійснювали технічну зупинку. З 1 квітня 2014 року так звана «окупаційна влада» анексованого Криму припинила приміське сполучення з материковою Україною, обмеживши курсування електропоїздів до станції Солоне Озеро.
На станції до 2014 року раніше працювали зал чекання, каса з продажу квитків приміського та далекого сполучення, багажне відділення. Нині будівля вокзалу не функціонує, але можливість придбати проїзні документи на приміські електропоїзди була у касирів-контролерів.
З 13 березня 2020 року по станції Сиваш був припинений будь-який залізничний рух.
З 6 листопада 2020 року відновлено рух приміських електропоїздів щоп'ятниці та щонеділі за напрямком Генічеськ / Новоолексіївка — Сиваш, зі станції Новоолексіївка далі у напрямку станцій Мелітополь, Запоріжжя I, Запоріжжя II.
| Рух приміських електропоїздів по станції Сиваш (з 12.12.2021 до 24.02.2022) |                      |                          |
| №                                                                           | Маршрут сполучення   | Періодичність курсування |
| 6907                                                                        | Мелітополь — Сиваш   | Щоп'ятниці, щонеділі     |
| 6909/6907                                                                   | Запоріжжя II — Сиваш | Щоп'ятниці, щонеділі     |
| 6906/6905                                                                   | Сиваш — Генічеськ    | Щоп'ятниці, щонеділі     |
| 6908/6910                                                                   | Сиваш — Запоріжжя II | Щоп'ятниці, щонеділі     |
| 6908                                                                        | Сиваш — Мелітополь   | Щоп'ятниці, щонеділі     |

| Рух приміських електропоїздів по станції Сиваш (до 13.03.2020) |                        |                      |
| 6913                                                           | Новоолексіївка — Сиваш | Щоденно              |
| 6918                                                           | Сиваш — Новоолексіївка | Щоденно              |
| 6907                                                           | Мелітополь — Сиваш     | Щочетверга, щонеділі |
| 6906                                                           | Сиваш — Мелітополь     | Щочетверга, щонеділі |
| 6919                                                           | Мелітополь — Сиваш     | Щоденно              |
| 6914                                                           | Сиваш — Новоолексіївка | Щоденно              |

З 25 лютого 2022 року, у зв'язку з небезпекою курсування поїздів через російське вторгнення в Україну, «Укрзалізниця» скасувала рух поїздів приміського сполучення, що прямували від Запоріжжя до станції Сиваш.

## Галерея
- Залізничний міст через Сиваш
- Автошлях міжнародного значення М18E105 поблизу станції
- Озеро
- Сиваш